# Football Club Fondi 2011-2012
Questa voce raccoglie le informazioni riguardanti il Football Club Fondi nelle competizioni ufficiali della stagione 2012-2013.

## Rosa
| N. |                    | Ruolo | Calciatore             |
| -- | ------------------ | ----- | ---------------------- |
|    | Italia (bandiera)  | P     | Victor De Lucia        |
|    | Italia (bandiera)  | P     | Andrea Gasparri        |
|    | Italia (bandiera)  | P     | Pasquale Mezzacapo     |
|    | Italia (bandiera)  | D     | Enrico Chiarini        |
|    | Italia (bandiera)  | D     | Mattia Conte           |
|    | Italia (bandiera)  | D     | Enea Dionisio          |
|    | Somalia (bandiera) | D     | Abel Gigli             |
|    | Italia (bandiera)  | D     | Domenico Iovinella     |
|    | Italia (bandiera)  | D     | Giuseppe Pacini        |
|    | Italia (bandiera)  | D     | Luigi Palumbo          |
|    | Italia (bandiera)  | D     | Jacopo Passiatore      |
|    | Italia (bandiera)  | D     | Giuseppe Rinaldi       |
|    | Italia (bandiera)  | D     | Alberto Schettino      |
|    | Italia (bandiera)  | C     | Fabio Marzio Alleruzzo |
|    | Italia (bandiera)  | C     | Mattia Bennardo        |
|    | Italia (bandiera)  | C     | Daniele Bernasconi     |

| N. |                           | Ruolo | Calciatore           |
| -- | ------------------------- | ----- | -------------------- |
|    | Italia (bandiera)         | C     | Carmine Cuccinello   |
|    | Italia (bandiera)         | C     | Santo Finocchiaro    |
|    | Italia (bandiera)         | C     | Matteo Gaudiano      |
|    | Italia (bandiera)         | C     | Antonio Grillo       |
|    | Italia (bandiera)         | C     | Valerio Mestrelli    |
|    | Italia (bandiera)         | C     | Mario Merlonghi      |
|    | Italia (bandiera)         | C     | Stefano Rossini      |
|    | Ungheria (bandiera)       | C     | Zsolt Tamasi         |
|    | Italia (bandiera)         | C     | Sabato Vaccaro       |
|    | Italia (bandiera)         | A     | Fernando Di Trocchio |
|    | Italia (bandiera)         | A     | Francesco Finocchio  |
|    | Italia (bandiera)         | A     | Loris Formuso        |
|    | Costa d'Avorio (bandiera) | A     | Amara Konate         |
|    | Italia (bandiera)         | A     | Samuele Marinucci    |
|    | Italia (bandiera)         | A     | Giovanni Ricciardo   |